# S.B. Thrige
Søren Bloch Thrige (18. marts 1820 i Roskilde – 1. juli 1901 i København) var en dansk skolemand og historisk forfatter, søn af Hans Peter Thrige.
Thrige styrede med dygtighed den danske latinskole i Haderslev 1850-64, og udvist fra Slesvig efter 1864 ledede han derefter i København "Haderslev Læreres Skole", som dog efter en kort blomstring blev nedlagt 1890.
Thrige har forfattet nogle i sin tid meget udbredte historiske skolebøger og talrige populære historiske småskrifter, dertil en flittig fremstilling af Danmarks Historie i vort Aarhundrede (2 bind 1889).
Han blev titulær professor 1853 og Ridder af Dannebrog 1859. Han er begravet på Vestre Kirkegård. Der findes en buste af Rohl Smith 1871 og et litografi 1861 fra I.W. Tegner & Kittendorff.